# 国家速滑馆
40°0′57.87″N 116°22′16.35″E / 40.0160750°N 116.3712083°E

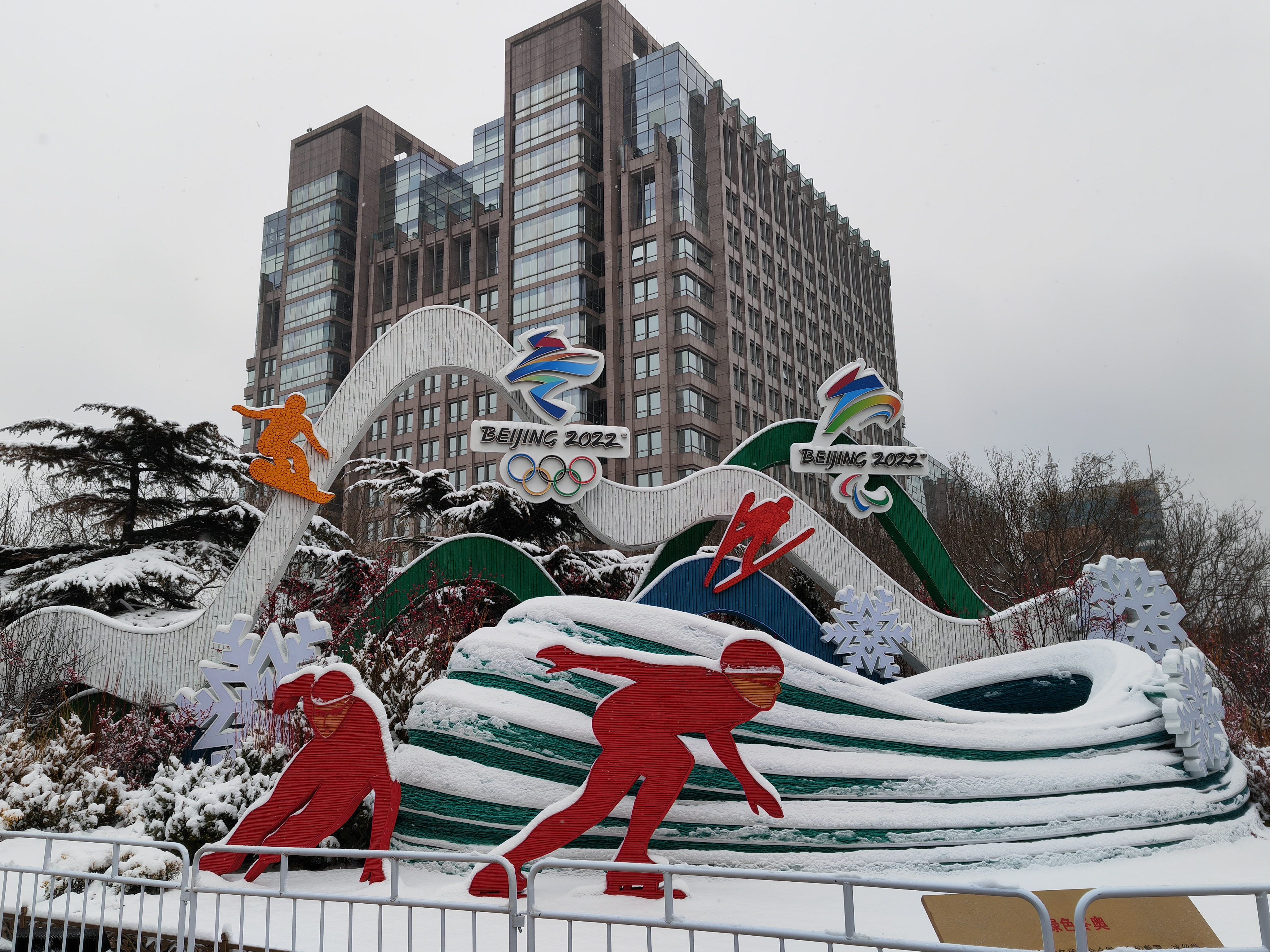
长安街主题花坛“绿色冬奥”

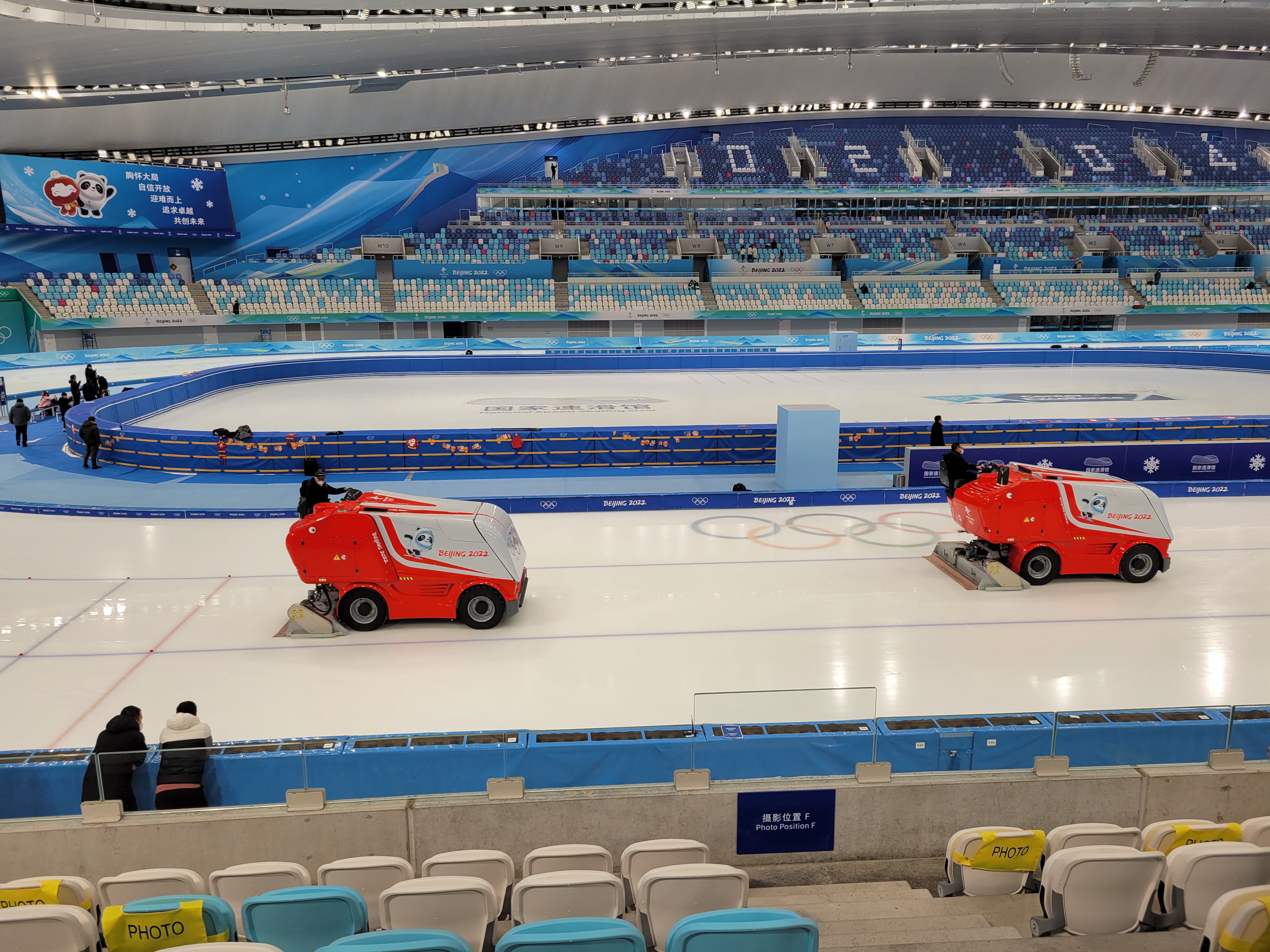
国家速滑馆内的浇冰车

国家速滑馆，又称冰丝带，位于中国北京市朝阳区奥林匹克森林公园。

## 場館
国家速滑馆占地面积约17公顷。除了地下停车场外，建筑面积还有约8万平方米。场馆由22条像“冰丝带”的灯带环绕。场馆座席1.2万个。场馆东西约180米，南北约240米，地上3层，地下2层。建筑高度33.8米。内设标准400米速滑赛道。
国家速滑馆是世界上少有的采用二氧化碳跨临界制冷的大型冰场，也是全球首个采用该技术的冬奥会速滑场馆。整个制冷系统制冷量最大可达4MW，可满足速滑、冰球、冰壶和冰上大型表演等赛事及娱乐需求。二氧化碳不仅被用于制冷系统制冷剂，还用于制冰系统的载冷剂。整个系统还设计有热回收功能，可以满足场馆的生活热水、通风、除湿和浇冰等功能。

## 歷史
国家速滑馆的原址是2008年夏季奧林匹克运动会的曲棍球场和射箭场，两者均按照临时赛场建设。2017年，为兴建国家速滑馆，将两座场馆拆除。
国家速滑馆是2022年冬季奧林匹克运动会北京赛区唯一新建的竞赛场馆，将在赛时承担速滑项目比赛和训练。该馆位于奥林匹克森林公园西部，国家网球中心南侧，原址是2008年北京奥运会的临时场馆射箭场、曲棍球场。 2016年6月6日，北京冬奥组委协调北京市规划和国土资源管理委员会作为国家速滑馆的代业主，展开国家速滑馆建筑概念方案国际竞赛。 2016年7月6日，经资格预审，12家设计机构获得正式参赛资格。最终以“冰丝带”为理念的A04号设计方案获胜，此竞赛方案由中国建筑师郑方创作完成。2017年4月25日该设计方案开始在北京市规划展览馆奥运工程建设馆对外展出。为解决赛后利用问题，该项目还在场地西南角规划预留了副馆。北京冬奥会后，国家速滑馆将成为举办滑冰、冰球、冰壶等国际赛事，以及群众冰上活动的多功能场馆。
2017年7月14日，北京市人民政府新闻办公室召开“北京2022年冬奥会国家速滑馆政府与社会资本合作（PPP）项目推介新闻发布会”，国家速滑馆开始招募社会资本合作者对场馆进行建设、运营，国家速滑馆项目PPP模式的实施机构是北京市重大项目建设指挥部办公室，政府出资代表是北京市国有资产经营有限责任公司。
2021年1月初，国家速滑馆启动首次制冰。1月22日，国家速滑馆首次制冰成功，順利制出速度滑冰赛道。10月8月至10日，国家速滑馆举办“相约北京”速度滑冰中国公开赛，这是该场馆举办的首场国际比赛。
2022年7月9日起，国家速滑馆向公众开放。

## 冬奧後舉辦的活動

### 比賽
- 2023年11月17-19日：2023-2024賽季國際滑聯速度滑冰世界杯第二站
- 2023年11月26日：北京速滑公开赛

### 其他活動
- 2023年10月1-3日：《冰梦丝语 Magic on Ice》冰演
- 2024年1月13日：2023年微博之夜

## 文化影响
- 2022年冬季奧林匹克运动会的吉祥物冰墩墩其脸部光环元素即来自“冰丝带”。

## 外部連結
- 官方网站（简体中文）（英文）
- 国家速滑馆的新浪微博（简体中文）